# Pływanie na Letnich Igrzyskach Olimpijskich 2024 – 200 m stylem zmiennym mężczyzn
200 m stylem zmiennym mężczyzn – konkurencja pływacka, która odbyła się podczas Letnich Igrzysk Olimpijskich 2024 w Paryżu. Eliminacje i półfinały zostały rozegrane 1 sierpnia, a finał 2 sierpnia 2024.

## Terminarz
| Data            | Godzina rozpoczęcia (CET) | Runda      |
| --------------- | ------------------------- | ---------- |
| 1 sierpnia 2024 | 11:47                     | Eliminacje |
| 1 sierpnia 2024 | 21:47                     | Półfinały  |
| 2 sierpnia 2024 | 20:45                     | Finał      |

## Rekordy
Rekord świata i rekord olimpijski przed rozpoczęciem zawodów:
| Rekord            | Zawodnik       | Czas    | Miejsce  | Data             |
| ----------------- | -------------- | ------- | -------- | ---------------- |
| Rekord świata     | Ryan Lochte    | 1:54,00 | Szanghaj | 28 lipca 2011    |
| Rekord olimpijski | Michael Phelps | 1:54,23 | Pekin    | 15 sierpnia 2008 |

W trakcie zawodów ustanowiono następujące rekordy:
| Data       | Etap konkurencji | Zawodnik      | Czas    | Rekord |
| ---------- | ---------------- | ------------- | ------- | ------ |
| 2 sierpnia | finał            | Léon Marchand | 1:54,06 | OR     |

## Wyniki

### Eliminacje
| Miejsce | Wyścig | Tor | Zawodnik                | Reprezentacja     | Czas      | Uwagi |
| ------- | ------ | --- | ----------------------- | ----------------- | --------- | ----- |
| 1.      | 4      | 6   | Daiya Seto              | Japonia           | 1:57,48   | Q     |
| 2.      | 3      | 5   | Duncan Scott            | Wielka Brytania   | 1:57,77   | Q     |
| 3.      | 3      | 4   | Léon Marchand           | Francja           | 1:57,86   | Q     |
| 4.      | 3      | 3   | Alberto Razzetti        | Włochy            | 1:58,00   | Q     |
| 5.      | 4      | 5   | Shaine Casas            | Stany Zjednoczone | 1:58,04   | Q     |
| 6.      | 4      | 4   | Wang Shun               | Chiny             | 1:58,09   | Q     |
| 7.      | 3      | 6   | Ron Polonsky            | Izrael            | 1:58,30   | Q     |
| 7.      | 4      | 3   | Thomas Dean             | Wielka Brytania   | 1:58,30   | Q     |
| 9.      | 3      | 7   | Jérémy Desplanches      | Szwajcaria        | 1:58,46   | Q     |
| 10.     | 2      | 4   | Carson Foster           | Stany Zjednoczone | 1:58,63   | Q     |
| 11.     | 2      | 6   | Lewis Clareburt         | Nowa Zelandia     | 1:58,84   | Q     |
| 11.     | 3      | 2   | William Petric          | Australia         | 1:58,84   | Q     |
| 13.     | 2      | 5   | Finlay Knox             | Kanada            | 1:58,97   | Q     |
| 14.     | 4      | 2   | Thomas Neill            | Australia         | 1:59,13   | Q     |
| 15.     | 4      | 1   | Jaouad Syoud            | Algieria          | 1:59,41   | Q     |
| 16.     | 3      | 1   | Apostolos Papastamos    | Grecja            | 2:00,79   | Q     |
| 17.     | 2      | 7   | Berke Saka              | Turcja            | 2:01,99   |       |
| 18.     | 2      | 1   | Erick Gordillo          | Gwatemala         | 2:02,24   |       |
| 19.     | 4      | 8   | Tomás Peribonio         | Ekwador           | 2:03,40   |       |
| 20.     | 1      | 4   | Matheo Mateos           | Paragwaj          | 2:03,45   |       |
| 21.     | 2      | 2   | Matthew Sates           | Południowa Afryka | 2:04,01   |       |
| 22.     | 1      | 3   | Simon Bachmann          | Seszele           | 2:06,48   |       |
| 23.     | 1      | 5   | Esteban Núñez Del Prado | Boliwia           | 2:08,10   |       |
| 24. !   | 2      | 3   | Hugo González           | Hiszpania         | 9:99,99 ! | DNS   |
| 24. !   | 4      | 7   | Gábor Zombori           | Węgry             | 9:99,99 ! | DNS   |

### Półfinały
| Miejsce | Wyścig | Tor | Zawodnik             | Reprezentacja     | Czas    | Uwagi |
| ------- | ------ | --- | -------------------- | ----------------- | ------- | ----- |
| 1.      | 2      | 5   | Léon Marchand        | Francja           | 1:56,31 | Q     |
| 2.      | 1      | 2   | Carson Foster        | Stany Zjednoczone | 1:56,37 | Q     |
| 3.      | 1      | 4   | Duncan Scott         | Wielka Brytania   | 1:56,49 | Q     |
| 4.      | 1      | 3   | Wang Shun            | Chiny             | 1:56,54 | Q     |
| 5.      | 2      | 4   | Daiya Seto           | Japonia           | 1:56,59 | Q     |
| 6.      | 1      | 6   | Thomas Dean          | Wielka Brytania   | 1:56,92 | Q     |
| 7.      | 1      | 5   | Alberto Razzetti     | Włochy            | 1:57,10 | Q     |
| 8.      | 2      | 1   | Finlay Knox          | Kanada            | 1:57,76 | Q     |
| 9.      | 2      | 3   | Shaine Casas         | Stany Zjednoczone | 1:57,82 |       |
| 10.     | 1      | 7   | William Petric       | Australia         | 1:58,13 |       |
| 11.     | 1      | 1   | Thomas Neill         | Australia         | 1:58,77 |       |
| 12.     | 2      | 6   | Ron Polonsky         | Izrael            | 1:58,89 |       |
| 13.     | 2      | 2   | Jérémy Desplanches   | Szwajcaria        | 1:58,93 |       |
| 14.     | 2      | 7   | Lewis Clareburt      | Nowa Zelandia     | 2:00,06 |       |
| 15.     | 2      | 8   | Jaouad Syoud         | Algieria          | 2:00,13 |       |
| 16.     | 1      | 8   | Apostolos Papastamos | Grecja            | 2:01,02 |       |

### Finał
| Miejsce | Tor | Zawodnik         | Reprezentacja     | Czas    | Uwagi |
| ------- | --- | ---------------- | ----------------- | ------- | ----- |
| 1 !     | 4   | Léon Marchand    | Francja           | 1:54,06 | ,     |
| 2 !     | 3   | Duncan Scott     | Wielka Brytania   | 1:55,31 |       |
| 3 !     | 6   | Wang Shun        | Chiny             | 1:56,00 |       |
| 4.      | 5   | Carson Foster    | Stany Zjednoczone | 1:56,10 |       |
| 5.      | 7   | Thomas Dean      | Wielka Brytania   | 1:56,46 |       |
| 6.      | 1   | Alberto Razzetti | Włochy            | 1:56,82 |       |
| 7.      | 2   | Daiya Seto       | Japonia           | 1:57,21 |       |
| 8.      | 8   | Finlay Knox      | Kanada            | 1:57,26 |       |